# Hurley (àlbum)
Hurley és el vuitè àlbum d'estudi de la banda estatunidenca de rock alternatiu Weezer. Es va publicar el 10 de setembre de 2010 per Epitaph Records. El disc fou produït pel cantant del grup, Rivers Cuomo, juntament amb Shawn Everett, i com l'àlbum anterior, Raditude, moltes cançons foren compostes per músics independents del grup.

## Informació
El desembre de 2009, poc després de publicar el seu darrer àlbum d'estudi (Raditude), Weezer va anunciar que abandonaven la discogràfica Geffen Records, que els havia acompanyat des dels seus inicis, per signar posteriorment amb el segell independent Epitaph Records. També van indicar que tenien pensat treure nou material properament, tot i no haver decidit res en concret.
El juliol de 2010 van començar a enregistrar noves cançons i a principis d'agost ja van confirmar tot el repertori. Ràpidament van llançar el primer senzill, "Memories", inclosa el repertori del videojoc musical Guitar Hero (iOS), formant part d'un pack juntament amb "Buddy Holly" i "(If You're Wondering If I Want You to) I Want You to". El videoclip del senzill fou rodat juntament amb els membres de Jackass, ja que la cançó formava part de la banda sonora de Jackass 3D.
Les parts de corda de les cançons "Memories", "Unspoken", "All My Friends Are Insects" i "Represent" foren enregistrades al The Banff Centre de Banff, Canadà. La cançó "Hang On" va ser co-escrita per Rick Nowels i l'actor Michael Cera va col·laborar amb les veus addicionals. La cançó que tanca l'àlbum, "Time Flies", fou co-escrita pel compositor i cantant de country Mac Davis. La versió de "Viva La Vida" de Coldplay fou gravat en directe al P.C. Richard & Son Theater de Nova York de 28 d'octubre de 2009, amb la companyia de Sonya Lee (piano), Jane Cords-O'Hara (violoncel), Kiwon Nahm (violí) i Stephanie Chandra (campanades).
La portada de l'àlbum és una foto de la cara de l'actor estatunidenc Jorge Garcia, que interpretava a Hugo "Hurley" Reyes en la sèrie de televisió Lost entre el 2004 i el 2010. La fotografia és un petit cropping d'una fotografia original on Cuomo l'abraça. Originalment, el grup tenia la intenció de tornar a titular l'àlbum novament amb el seu nom, que sería la quarta ocasió durant la seva carrera, però finalment van canviar el nom per Hurley, ja que suposaven que tots els seguidors es referirien a ell amb aquest nom en reconeixement del personatge de la sèrie Lost.
Hurley fou rebut positivament per la crítica musical. Els mitjans van destacar la tornada al power pop i al rock alternatiu dels seus orígens recordant els tres primers àlbums de la banda, tot i que no van tenir tanta repercussió mediàticament. Mitjançant diverses filtracions, el grup va penjar material divers gratuït a internet i a la seva pàgina de MySpace. El disc va debutar a la sisena posició de la llista estatunidenca Billboard 200, esdevenint així el seu sisè àlbum que és Top 10 al seu país.

## Llista de cançons
| 1.            | «Memories»                       | Rivers Cuomo                   | 3:16  |
| 2.            | «Ruling Me»                      | Cuomo, Dan Wilson              | 3:30  |
| 3.            | «Trainwrecks»                    | Cuomo, Desmond Child           | 3:21  |
| 4.            | «Unspoken» (featuring Lil Wayne) | Cuomo                          | 3:01  |
| 5.            | «Where's My Sex?»                | Cuomo, Greg Wells              | 3:28  |
| 6.            | «Run Away»                       | Cuomo, Ryan Adams              | 2:55  |
| 7.            | «Hang On»                        | Cuomo, Rick Nowels             | 3:33  |
| 8.            | «Smart Girls»                    | Cuomo, Tony Kanal, Jimmy Harry | 3:11  |
| 9.            | «Brave New World»                | Cuomo, Linda Perry             | 3:57  |
| 10.           | «Time Flies»                     | Cuomo, Mac Davis               | 3:42  |
| Durada total: | Durada total:                    | Durada total:                  | 34:16 |

| 11. | «All My Friends Are Insects»       | Adam Deibert                                              | 1:53 |
| 12. | «Viva la Vida» (Cover de Coldplay) | Guy Berryman, Jonny Buckland, Will Champion, Chris Martin | 4:06 |
| 13. | «I Want to Be Something»           | Cuomo                                                     | 2:56 |
| 14. | «Represent» (Rocked Out mix)       | Cuomo, Nowels                                             | 4:13 |

| 15. | «Unspoken» (Sam Farrar Remix) | Cuomo | 1:53 |
| 16. | «Memories» (Instrumental)     | Cuomo | 4:06 |

## Posicions en llista
| Llista             | Posició |
| ------------------ | ------- |
| Canadà             | 11      |
| França             | 131     |
| Nova Zelanda       | 34      |
| UK Albums Chart    | 49      |
| U.S. Billboard 200 | 6       |